# Grand Prix Formule 1 van Oostenrijk 2023
De Grand Prix Formule 1 van Oostenrijk 2023 werd verreden op 2 juli op de Red Bull Ring bij Spielberg. Het was de negende race van het seizoen.
De Grand Prix van Oostenrijk was de tweede van zes GP-weekeinden dit jaar waarin een "sprint" gehouden werd. Een "sprint" is bijna hetzelfde als een normale race, met als groot verschil dat de wedstrijd minder lang duurt. De afstand van de sprintrace bedraagt circa 100 kilometer, de wedstrijd is daardoor van korte duur (ongeveer 30 minuten).
Het Grand Prix-weekend begon op vrijdag met de eerste vrije training van zestig minuten, daarna volgde de kwalificatie. De uitslag van deze kwalificatie bepaalde de startopstelling van de hoofdrace op zondag (inclusief mogelijke gridstraffen) en bepaalde tevens welke coureur de term "poleposition" toegekend krijgt.
Op zaterdagmorgen werd een tweede korte kwalificatiesessie (Sprint Shootout) gehouden die de startopstelling van de "sprint" bepaalde, waarna in de middag de "sprint" werd gereden. 
Op zondag werd de hoofdrace gereden over een "normale" Grand Prix afstand (circa 300 kilometer) en de teams hadden een vrije bandenkeuze.

## Vrije training
- Enkel de top vijf wordt weergegeven.

| Pos. | Nr. | Coureur          | Constructeur               | Tijd     |
| ---- | --- | ---------------- | -------------------------- | -------- |
| 1    | 1   | Max Verstappen   | Red Bull Racing-Honda RBPT | 1:05.742 |
| 2    | 55  | Carlos Sainz jr. | Ferrari                    | 1:05.983 |
| 3    | 16  | Charles Leclerc  | Ferrari                    | 1:06.012 |
| 4    | 44  | Lewis Hamilton   | Mercedes                   | 1:06.251 |
| 5    | 11  | Sergio Pérez     | Red Bull Racing-Honda RBPT | 1:06.262 |

## Kwalificatie
Max Verstappen behaalde de zesentwintigste pole position in zijn carrière.
| Pos.                   | Nr. | Coureur          | Constructeur               | Kwalificatietijden | Kwalificatietijden | Kwalificatietijden | Grid   |
| Pos.                   | Nr. | Coureur          | Constructeur               | Q1                 | Q2                 | Q3                 | Grid   |
| ---------------------- | --- | ---------------- | -------------------------- | ------------------ | ------------------ | ------------------ | ------ |
| 1                      | 1   | Max Verstappen   | Red Bull Racing-Honda RBPT | 1:05.116           | 1:04.951           | 1:04.391           | 1      |
| 2                      | 16  | Charles Leclerc  | Ferrari                    | 1:05.577           | 1:05.087           | 1:04.439           | 2      |
| 3                      | 55  | Carlos Sainz jr. | Ferrari                    | 1:05.339           | 1:04.975           | 1:04.581           | 3      |
| 4                      | 4   | Lando Norris     | McLaren-Mercedes           | 1:05.617           | 1:05.038           | 1:04.658           | 4      |
| 5                      | 44  | Lewis Hamilton   | Mercedes                   | 1:05.673           | 1:05.188           | 1:04.819           | 5      |
| 6                      | 18  | Lance Stroll     | Aston Martin-Mercedes      | 1:05.710           | 1:05.121           | 1:04.893           | 6      |
| 7                      | 14  | Fernando Alonso  | Aston Martin-Mercedes      | 1:05.655           | 1:05.181           | 1:04.911           | 7      |
| 8                      | 27  | Nico Hülkenberg  | Haas-Ferrari               | 1:05.740           | 1:05.362           | 1:05.090           | 8      |
| 9                      | 10  | Pierre Gasly     | Alpine-Renault             | 1:05.515           | 1:05.308           | 1:05.170           | 9      |
| 10                     | 23  | Alexander Albon  | Williams-Mercedes          | 1:05.673           | 1:05.387           | 1:05.823           | 10     |
| 11                     | 63  | George Russell   | Mercedes                   | 1:05.686           | 1:05.428           |                    | 11     |
| 12                     | 31  | Esteban Ocon     | Alpine-Renault             | 1:05.729           | 1:05.453           |                    | 12     |
| 13                     | 81  | Oscar Piastri    | McLaren-Mercedes           | 1:05.683           | 1:05.605           |                    | 13     |
| 14                     | 77  | Valtteri Bottas  | Alfa Romeo-Ferrari         | 1:05.763           | 1:05.680           |                    | 14     |
| 15                     | 11  | Sergio Pérez     | Red Bull Racing-Honda RBPT | 1:05.177           | 2:06.688           |                    | 15     |
| 16                     | 22  | Yuki Tsunoda     | AlphaTauri-Honda RBPT      | 1:05.784           |                    |                    | 16     |
| 17                     | 24  | Zhou Guanyu      | Alfa Romeo-Ferrari         | 1:05.818           |                    |                    | 17     |
| 18                     | 2   | Logan Sargeant   | Williams-Mercedes          | 1:05.948           |                    |                    | 18     |
| 19                     | 20  | Kevin Magnussen  | Haas-Ferrari               | 1:05.971           |                    |                    | Pit *1 |
| 20                     | 21  | Nyck de Vries    | AlphaTauri-Honda RBPT      | 1:05.974           |                    |                    | Pit *2 |
| Q1 107% tijd: 1:09.674 |     |                  |                            |                    |                    |                    |        |

*1 Kevin Magnussen moest vanuit de pit starten omdat er aan de ophanging van zijn wagen was gewerkt onder parc fermé condities.

*2 Nyck de Vries moest achteraan starten voor het overschrijden van het quota motoronderdelen, hij moest vervolgens vanuit de pit starten omdat er aan de ophanging en achtervleugel van zijn wagen was gewerkt onder parc fermé condities.

## Sprintkwalificatie
| Pos.                   | Nr. | Coureur          | Constructeur               | Kwalificatietijden | Kwalificatietijden | Kwalificatietijden | Grid |
| Pos.                   | Nr. | Coureur          | Constructeur               | SQ1                | SQ2                | SQ3                | Grid |
| ---------------------- | --- | ---------------- | -------------------------- | ------------------ | ------------------ | ------------------ | ---- |
| 1                      | 1   | Max Verstappen   | Red Bull Racing-Honda RBPT | 1:06.236           | 1:05.371           | 1:04.440           | 1    |
| 2                      | 11  | Sergio Pérez     | Red Bull Racing-Honda RBPT | 1:06.924           | 1:05.836           | 1:04.933           | 2    |
| 3                      | 4   | Lando Norris     | McLaren-Mercedes           | 1:06.723           | 1:05.699           | 1:05.010           | 3    |
| 4                      | 27  | Nico Hülkenberg  | Haas-Ferrari               | 1:06.548           | 1:06.091           | 1:05.084           | 4    |
| 5                      | 55  | Carlos Sainz jr. | Ferrari                    | 1:06.187           | 1:05.434           | 1:05.136           | 5    |
| 6                      | 16  | Charles Leclerc  | Ferrari                    | 1:07.061           | 1:05.673           | 1:05.245           | 9 *1 |
| 7                      | 14  | Fernando Alonso  | Aston Martin-Mercedes      | 1:06.611           | 1:05.759           | 1:05.258           | 6    |
| 8                      | 18  | Lance Stroll     | Aston Martin-Mercedes      | 1:06.569           | 1:05.914           | 1:05.347           | 7    |
| 9                      | 31  | Esteban Ocon     | Alpine-Renault             | 1:06.840           | 1:05.604           | 1:05.366           | 8    |
| 10                     | 20  | Kevin Magnussen  | Haas-Ferrari               | 1:06.629           | 1:05.730           | 1:05.912           | 10   |
| 11                     | 23  | Alexander Albon  | Williams-Mercedes          | 1:06.892           | 1:06.152           |                    | 11   |
| 12                     | 10  | Pierre Gasly     | Alpine-Renault             | 1:06.873           | 1:06.360           |                    | 12   |
| 13                     | 22  | Yuki Tsunoda     | AlphaTauri-Honda RBPT      | 1:06.896           | 1:06.369           |                    | 13   |
| 14                     | 21  | Nyck de Vries    | AlphaTauri-Honda RBPT      | 1:06.704           | 1:06.593           |                    | 14   |
| 15                     | 63  | George Russell   | Mercedes                   | 1:06.653           | Geen tijd          |                    | 15   |
| 16                     | 24  | Zhou Guanyu      | Alfa Romeo-Ferrari         | 1:07.062           |                    |                    | 16   |
| 17                     | 81  | Oscar Piastri    | McLaren-Mercedes           | 1:07.106           |                    |                    | 17   |
| 18                     | 44  | Lewis Hamilton   | Mercedes                   | 1:07.282           |                    |                    | 18   |
| 19                     | 77  | Valtteri Bottas  | Alfa Romeo-Ferrari         | 1:07.291           |                    |                    | 19   |
| 20                     | 2   | Logan Sargeant   | Williams-Mercedes          | 1:07.426           |                    |                    | 20   |
| Q1 107% tijd: 1:10.820 |     |                  |                            |                    |                    |                    |      |

*1 Charles Leclerc kreeg een gridstraf van drie plaatsen omdat hij Oscar Piastri hinderde tijdens de eerste sprintkwalificatiesessie.

## Sprint
Max Verstappen won voor de vierde keer in zijn carrière een sprint.
| Pos.               | Nr. | Coureur          | Constructeur               | Rondes | Tijd      | Grid | Punten |
| ------------------ | --- | ---------------- | -------------------------- | ------ | --------- | ---- | ------ |
| 1                  | 1   | Max Verstappen   | Red Bull Racing-Honda RBPT | 24     | 30:26.730 | 1    | 8      |
| 2                  | 11  | Sergio Pérez     | Red Bull Racing-Honda RBPT | 24     | +21.048   | 2    | 7      |
| 3                  | 55  | Carlos Sainz jr. | Ferrari                    | 24     | +23.088   | 5    | 6      |
| 4                  | 18  | Lance Stroll     | Aston Martin-Mercedes      | 24     | +29.703   | 7    | 5      |
| 5                  | 14  | Fernando Alonso  | Aston Martin-Mercedes      | 24     | +30.109   | 6    | 4      |
| 6                  | 27  | Nico Hülkenberg  | Haas-Ferrari               | 24     | +31.297   | 4    | 3S     |
| 7                  | 31  | Esteban Ocon     | Alpine-Renault             | 24     | +36.602   | 8    | 2      |
| 8                  | 63  | George Russell   | Mercedes                   | 24     | +36.611   | 15   | 1      |
| 9                  | 4   | Lando Norris     | McLaren-Mercedes           | 24     | +38.608   | 3    |        |
| 10                 | 44  | Lewis Hamilton   | Mercedes                   | 24     | +46.375   | 18   |        |
| 11                 | 81  | Oscar Piastri    | McLaren-Mercedes           | 24     | +49.807   | 17   |        |
| 12                 | 16  | Charles Leclerc  | Ferrari                    | 24     | +50.789   | 9    |        |
| 13                 | 23  | Alexander Albon  | Williams-Mercedes          | 24     | +52.848   | 11   |        |
| 14                 | 20  | Kevin Magnussen  | Haas-Ferrari               | 24     | +56.593   | 10   |        |
| 15                 | 10  | Pierre Gasly     | Alpine-Renault             | 24     | +57.652   | 12   |        |
| 16                 | 22  | Yuki Tsunoda     | AlphaTauri-Honda RBPT      | 24     | +1:04.822 | 13   |        |
| 17                 | 21  | Nyck de Vries    | AlphaTauri-Honda RBPT      | 24     | +1:05.617 | 14   |        |
| 18                 | 2   | Logan Sargeant   | Williams-Mercedes          | 24     | +1:06.059 | 20   |        |
| 19                 | 24  | Zhou Guanyu      | Alfa Romeo-Ferrari         | 24     | +1:10.825 | 16   |        |
| 20                 | 77  | Valtteri Bottas  | Alfa Romeo-Ferrari         | 24     | +1:16.435 | 19   |        |
| Bron: formula1.com |     |                  |                            |        |           |      |        |

S Nico Hülkenberg reed in ronde 24 de snelste ronde in 1:10.180 maar in de sprint levert dit geen extra punt op.

## Wedstrijd
Max Verstappen behaalde de tweeënveertigste Grand Prix-overwinning in zijn carrière.

Charles Leclerc eindigde de race als tweede en behaalde daarmee het 800e podium voor Ferrari.

Na de race was de FIA niet capabel om 1200 vermeende overtredingen te controleren, uiteindelijk werden er in totaal 12 extra straffen uitgedeeld bovenop de straffen die meteen na de wedstrijd al bekend waren voor het te vaak buiten de baan rijden.
| Pos.               | Nr. | Coureur          | Constructeur               | Rondes | Tijd / Oorzaak Uitval | Grid | Punten |
| ------------------ | --- | ---------------- | -------------------------- | ------ | --------------------- | ---- | ------ |
| 1                  | 1   | Max Verstappen   | Red Bull Racing-Honda RBPT | 71     | 1:25:33.607           | 1    | 26S    |
| 2                  | 16  | Charles Leclerc  | Ferrari                    | 71     | +5.155                | 2    | 18     |
| 3                  | 11  | Sergio Pérez     | Red Bull Racing-Honda RBPT | 71     | +17.188               | 15   | 15     |
| 4                  | 4   | Lando Norris     | McLaren-Mercedes           | 71     | +26.327               | 4    | 12     |
| 5                  | 14  | Fernando Alonso  | Aston Martin-Mercedes      | 71     | +30.317               | 7    | 10     |
| 6                  | 55  | Carlos Sainz jr. | Ferrari                    | 71     | +31.377 *1            | 3    | 8      |
| 7                  | 63  | George Russell   | Mercedes                   | 71     | +48.403               | 11   | 6      |
| 8                  | 44  | Lewis Hamilton   | Mercedes                   | 71     | +49.196 *2            | 5    | 4      |
| 9                  | 18  | Lance Stroll     | Aston Martin-Mercedes      | 71     | +59.043               | 6    | 2      |
| 10                 | 10  | Pierre Gasly     | Alpine-Renault             | 71     | +1:07.667 *3          | 9    | 1      |
| 11                 | 23  | Alexander Albon  | Williams-Mercedes          | 70     | +1:09.767 *4          | 10   |        |
| 12                 | 24  | Zhou Guanyu      | Alfa Romeo-Ferrari         | 70     | +1 ronde              | 17   |        |
| 13                 | 2   | Logan Sargeant   | Williams-Mercedes          | 70     | +1 ronde *5           | 18   |        |
| 14                 | 31  | Esteban Ocon     | Alpine-Renault             | 70     | +1 ronde *6           | 12   |        |
| 15                 | 77  | Valtteri Bottas  | Alfa Romeo-Ferrari         | 70     | +1 ronde              | 14   |        |
| 16                 | 81  | Oscar Piastri    | McLaren-Mercedes           | 70     | +1 ronde              | 13   |        |
| 17                 | 21  | Nyck de Vries    | AlphaTauri-Honda RBPT      | 70     | +1 ronde *7           | Pit  |        |
| 18                 | 20  | Kevin Magnussen  | Haas-Ferrari               | 70     | +1 ronde *8           | Pit  |        |
| 19                 | 22  | Yuki Tsunoda     | AlphaTauri-Honda RBPT      | 70     | +1 ronde *9           | 16   |        |
| DNF                | 27  | Nico Hülkenberg  | Haas-Ferrari               | 12     | Motor                 | 8    |        |
| Bron: formula1.com |     |                  |                            |        |                       |      |        |

S Max Verstappen reed voor de vijfentwintigste keer in zijn carrière een snelste ronde en behaalde hiermee een extra punt.

*1 Carlos Sainz jr. eindigde de wedstrijd als vierde maar kreeg een tijdstraf van tien seconden voor het te vaak buiten de baan rijden.

*2 Lewis Hamilton eindigde de wedstrijd als zevende maar kreeg een tijdstraf van tien seconden voor het te vaak buiten de baan rijden.

*3 Pierre Gasly eindigde de wedstrijd als negende maar kreeg een tijdstraf van tien seconden voor het te vaak buiten de baan rijden.

*4 Alexander Albon  kreeg een tijdstraf van tien seconden voor het te vaak buiten de baan rijden, dit had geen gevolgen voor zijn positie in de einduitslag.

*5 Logan Sargeant kreeg een tijdstraf van vijftien seconden voor het te vaak buiten de baan rijden, dit had geen gevolgen voor zijn positie in de einduitslag omdat Esteban Ocon die voor hem eindigde een straf kreeg waarbij Ocon twee plaatsen naar beneden zakte. Zhou Guanyu die de wedstrijd oorspronkelijk als veertiende eindigde steeg hierdoor naar de twaalfde plaats.

*6 Esteban Ocon eindigde de wedstrijd als twaalfde maar kreeg een tijdstraf van dertig seconden voor het te vaak buiten de baan rijden.

*7 Nyck de Vries eindigde de wedstrijd als vijftiende maar kreeg een tijdstraf van vijf seconden voor het van de baan afdrukken van Kevin Magnussen, de Vries kreeg ook nog een tijdstraf van vijftien seconden voor het te vaak buiten de baan rijden. Valtteri Bottas steeg hierdoor van de zestiende naar de vijftiende plaats.

*8 Kevin Magnussen eindigde de wedstrijd als negentiende maar kreeg een tijdstraf van vijf seconden voor het te vaak buiten de baan rijden, hij won echter toch een plaats in de einduitslag na de straf voor Yuki Tsunoda.

*9 Yuki Tsunoda eindigde de wedstrijd als zeventiende maar kreeg een tijdstraf van vijftien seconden voor het te vaak buiten de baan rijden. Oscar Piastri steeg van de achttiende naar de zestiende plaats na de straffen voor De Vries en Tsunoda.

## Tussenstanden wereldkampioenschap
Betreft tussenstanden voor het wereldkampioenschap na afloop van de race.

### Coureurs
| Pos. | Nr. | Coureur          | Constructeur               | Punten |
| ---- | --- | ---------------- | -------------------------- | ------ |
| 1    | 1   | Max Verstappen   | Red Bull Racing-Honda RBPT | 229    |
| 2    | 11  | Sergio Pérez     | Red Bull Racing-Honda RBPT | 148    |
| 3    | 14  | Fernando Alonso  | Aston Martin-Mercedes      | 131    |
| 4    | 44  | Lewis Hamilton   | Mercedes                   | 106    |
| 5    | 55  | Carlos Sainz jr. | Ferrari                    | 82     |
| 6    | 16  | Charles Leclerc  | Ferrari                    | 72     |
| 7    | 63  | George Russell   | Mercedes                   | 72     |
| 8    | 18  | Lance Stroll     | Aston Martin-Mercedes      | 44     |
| 9    | 31  | Esteban Ocon     | Alpine-Renault             | 31     |
| 10   | 4   | Lando Norris     | McLaren-Mercedes           | 24     |

### Constructeurs
| Pos. | Constructeur               | Punten |
| ---- | -------------------------- | ------ |
| 1    | Red Bull Racing-Honda RBPT | 377    |
| 2    | Mercedes                   | 178    |
| 3    | Aston Martin-Mercedes      | 175    |
| 4    | Ferrari                    | 154    |
| 5    | Alpine-Renault             | 47     |
| 6    | McLaren-Mercedes           | 29     |
| 7    | Haas-Ferrari               | 11     |
| 8    | Alfa Romeo-Ferrari         | 9      |
| 9    | Williams-Mercedes          | 7      |
| 10   | AlphaTauri-Honda RBPT      | 2      |